# Präsidentschaftswahl in der Slowakei 2014
Die Präsidentschaftswahl in der Slowakei 2014 fand am 15. März 2014 (erste Runde) und am 29. März 2014 (Stichwahl) statt. Der bisherige Amtsinhaber Ivan Gašparovič konnte nicht erneut kandidieren, da nach der slowakischen Verfassung der Präsident nicht mehr als zwei aufeinanderfolgende Amtszeiten innehaben darf. Andrej Kiska gewann die Wahl und trat am 15. Juni 2014 das Amt des Präsidenten an.
Bis zur Anmeldefrist um 23:59 am 9. Januar 2014 hatten sich 15 Kandidaten angemeldet, die entweder politische Unterstützung hatten oder mindestens 15.000 Unterschriften gesammelt hatten. In der ersten Runde standen 14 Kandidaten zur Wahl.

## Kandidaten
Die regierende Partei Smer-SD stellte den Premierminister Robert Fico zur Wahl. Im Falle eines Erfolgs wäre ein neuer Premierminister nötig; aus dieser Tatsache ergaben sich Spekulationen über einen möglichen künftigen Premierminister. Nach den Umfragen führte Fico mit weitem Abstand vor anderen Kandidaten.
Die Kandidaten der Opposition waren fragmentiert: die KDH zusammen mit Most–Híd einigten sich auf den ehemaligen Parlamentspräsidenten Pavol Hrušovský; später schloss sich auch die SDKÚ-DS an. Die ehemalige Premierministerin Iveta Radičová schloss schon vorher ihre Kandidatur aus. Peter Osuský von SaS gab seine Kandidatur im Januar 2014 auf; stattdessen unterstützte die Partei den bürgerlichen Kandidaten Radoslav Procházka. Kandidaten der außerparlamentarischen Parteien waren Gyula Bárdos (SMK-MKP), Ján Jurišta (KSS), Stanislav Martinčko (KOS) und Jozef Šimko (SMS).
Daneben gab es eine Anzahl von parteilosen Kandidaten. Neben Radoslav Procházka wurde im Besonderen der ehemalige Geschäftsführer und Philanthrop Andrej Kiska als potentieller Gegner Ficos in der zweiten Runde angesehen. Weitere Kandidaten waren Jozef Behýl, Ján Čarnogurský, Viliam Fischer, Milan Kňažko und Milan Melník. Als einzige Frau trat Helena Mezenská zur Wahl an.

## Umfragen
Nachfolgend eine Übersicht von Meinungsumfragen seit Januar 2013.
| Monat   | Agentur | Ján Čarnogurský | Robert Fico | Pavol Hrušovský | Andrej Kiska | Milan Kňažko | Peter Osuský | Radoslav Procházka | Gyula Bárdos |
| ------- | ------- | --------------- | ----------- | --------------- | ------------ | ------------ | ------------ | ------------------ | ------------ |
| 1/2013  | MVK     | 9,5 %           | 29,0 %      | 11,7 %          | 5,8 %        | 8,7 %        | –            | –                  | –            |
| 5/2013  | MVK     | 17,2 %          | 41,9 %      | –               | 13,3 %       | –            | –            | 16,4 %             | –            |
| 7/2013  | MVK     | 11,2 %          | 43,6 %      | 15,0 %          | 11,8 %       | –            | 2,8 %        | 15,6 %             | –            |
| 7/2013  | Focus   | 5,2 %           | 36,3 %      | 13,4 %          | 18,9 %       | –            | 1,1 %        | 5,8 %              | –            |
| 7/2013  | Polis   | 11,8 %          | 44,6 %      | 15,2 %          | 9,6 %        | –            | 4,0 %        | 14,8 %             | –            |
| 9/2013  | Focus   | 8,8 %           | 38,4 %      | 17,3 %          | 20,0 %       | –            | 3,8 %        | 11,7 %             | –            |
| 10/2013 | MVK     | 8,9 %           | 37,9 %      | 17,6 %          | 13,2 %       | –            | 4,4 %        | 18,1 %             | –            |
| 10/2013 | Focus   | 7,7 %           | 37,8 %      | 17,9 %          | 17,6 %       | –            | 3,9 %        | 15,1 %             | –            |
| 11/2013 | Focus   | 5,9 %           | 36,9 %      | 15,6 %          | 17,9 %       | 7,2 %        | 4,2 %        | 10,3 %             | –            |
| 1/2014  | Focus   | 4,3 %           | 40,0 %      | 8,2 %           | 13,0 %       | 11,8 %       | 1,1 %        | 7,7 %              | 5,3 %        |
| 2/2014  | Focus   | 1,7 %           | 37,0 %      | 7,3 %           | 20,4 %       | 12,9 %       | –            | 10,3 %             | 4,5 %        |
| 3/2014  | Polis   | 2,5 %           | 37,8 %      | 5,2 %           | 26,4 %       | 11,2 %       | –            | 8,1 %              | 4,5 %        |
| 3/2014  | Focus   | 3,2 %           | 35,0 %      | 7,9 %           | 23,8 %       | 9,7 %        | –            | 9,9 %              | 5,3 %        |

### Erster Wahlgang am 15. März 2014

Erster Wahlgang:
Relative Mehrheiten in den einzelnen Kreisen (Kraj):

In der ersten Runde gewann Robert Fico (28,01 %) mit einem Abstand von vier Prozentpunkten vor Andrej Kiska (24,01 %) bei einer Wahlbeteiligung von 43,40 %. Sie gehen damit in die Stichwahl am 29. März; eine größere Unterstützung fanden noch Radoslav Procházka (21,25 %) und Milan Kňažko (12,87 %).
Nach politischer Gliederung gewann Fico in sechs von acht Landschaftsverbänden (Banskobystrický kraj, Košický kraj, Nitriansky kraj, Prešovský kraj, Trenčiansky kraj, Žilinský kraj), jeweils vor Kiska, mit Ausnahme von Žilinský kraj, wo Procházka Zweiter wurde. Im Trnavský kraj siegte Kiska vor Fico, im Bratislavský kraj gewann Kiska vor Procházka.
Die höchste Wahlbeteiligung war im Bratislavský kraj (50,34 %), die niedrigste im Košický kraj (37,57 %).

### Stichwahl am 29. März 2014

Stichwahl:
Relative Mehrheiten in den einzelnen Kreisen (Kraj):

In der Stichwahl konnte Kiska mit fast 59,4 % der Stimmen einen überraschend großen Abstand von fast 19 Prozentpunkten ausbauen und somit sich den Sieg sichern; der Premierminister Fico erreichte 40,6 %.
Im Gegensatz zur ersten Runde gewann Fico nur knapp im Trenčiansky kraj; in allen anderen Verwaltungsbezirken gewann Kiska, am deutlichsten im Bratislavský kraj und Trnavský kraj.
Wie im ersten Wahlgang war die höchste Wahlbeteiligung im Bratislavský kraj (57,5 %), die niedrigste im Košický kraj (43,9 %).

### Gesamtergebnis
| Kandidaten                                           | Kandidaten          | Parteien                                           | 1. Wahlgang | 1. Wahlgang | 2. Wahlgang | 2. Wahlgang |
| Kandidaten                                           | Kandidaten          | Parteien                                           | Stimmen     | %           | Stimmen     | %           |
| ---------------------------------------------------- | ------------------- | -------------------------------------------------- | ----------- | ----------- | ----------- | ----------- |
|                                                      | Andrej Kiska        | Parteilos                                          | 455.996     | 24,0        | 1.307.065   | 59,4        |
|                                                      | Robert Fico         | Smer – sociálna demokracia                         | 531.919     | 28,0        | 893.841     | 40,6        |
|                                                      | Radoslav Procházka  | Parteilos                                          | 403.548     | 21,2        |             |             |
|                                                      | Milan Kňažko        | Parteilos                                          | 244.401     | 12,9        |             |             |
|                                                      | Gyula Bárdos        | Partei der ungarischen Gemeinschaft                | 97.035      | 5,1         |             |             |
|                                                      | Pavol Hrušovský     | Kresťanskodemokratické hnutie (SDKÚ-DS – Most-Híd) | 63.298      | 3,3         |             |             |
|                                                      | Helena Mezenská     | Parteilos                                          | 45.180      | 2,4         |             |             |
|                                                      | Ján Jurišta         | Komunistická strana Slovenska                      | 12.209      | 0,6         |             |             |
|                                                      | Ján Čarnogurský     | Parteilos                                          | 12.207      | 0,6         |             |             |
|                                                      | Viliam Fischer      | Parteilos                                          | 9.514       | 0,5         |             |             |
|                                                      | Jozef Behýl         | Parteilos                                          | 9.126       | 0,5         |             |             |
|                                                      | Milan Melník        | Parteilos                                          | 7.678       | 0,4         |             |             |
|                                                      | Jozef Šimko         | Strana moderného Slovenska                         | 4.674       | 0,2         |             |             |
|                                                      | Stanislav Martinčko | Koalícia občanov Slovenska                         | 2.547       | 0,1         |             |             |
| Gesamt                                               | Gesamt              | Gesamt                                             | 1.899.332   | 100         | 2.200.906   | 100         |
|                                                      |                     |                                                    |             |             |             |             |
| Ungültige Stimmen                                    | Ungültige Stimmen   | Ungültige Stimmen                                  | 14.037      | 0,7         | 22.906      | 1,0         |
| Wähler                                               | Wähler              | Wähler                                             | 1.913.369   | 43,4        | 2.223.812   | 50,5        |
| Wahlberechtigte                                      | Wahlberechtigte     | Wahlberechtigte                                    | 4.409.793   |             | 4.406.261   |             |
|                                                      |                     |                                                    |             |             |             |             |
| Quellen: Štatistický úrad, 1. Wahlgang – 2. Wahlgang |                     |                                                    |             |             |             |             |